# Plagiocoma crassiseta
Plagiocoma crassiseta là một loài ruồi trong họ Tachinidae.